# Athertondoornsnavel
De Athertondoornsnavel (Acanthiza katherina) is een zangvogel uit de familie Acanthizidae (Australische zangers). Deze vogel werd in 1905 beschreven door de Charles Walter De Vis die de vogel heeft genoemd naar zijn vrouw Katherine.

## Verspreiding en leefgebied
Deze vogel komt voor in het zuidoosten van het Kaap York-schiereiland en het noordoosten van Queensland, ondere andere in het Atherton Tableland, waar de Nederlandse naam naar verwijst.

## Status
De grootte van de populatie is in 2021 geschat op 820.000 volwassen vogels. Uit monitoringsgegevens blijkt dat de soort snel achteruitgaat door klimaatverandering. Op de Rode lijst van de IUCN heeft deze soort daarom de status kwetsbaar.